# Vairon (poisson)
Pour les articles homonymes, voir Vairon.
Phoxinus phoxinus
Espèce
Statut de conservation UICN

 LC  : Préoccupation mineure
Le vairon (Phoxinus phoxinus) est une espèce de petits poissons potamodromes, très communs dans les eaux douces et bien oxygénées. Il tolère un pH de 7 à 7,5.

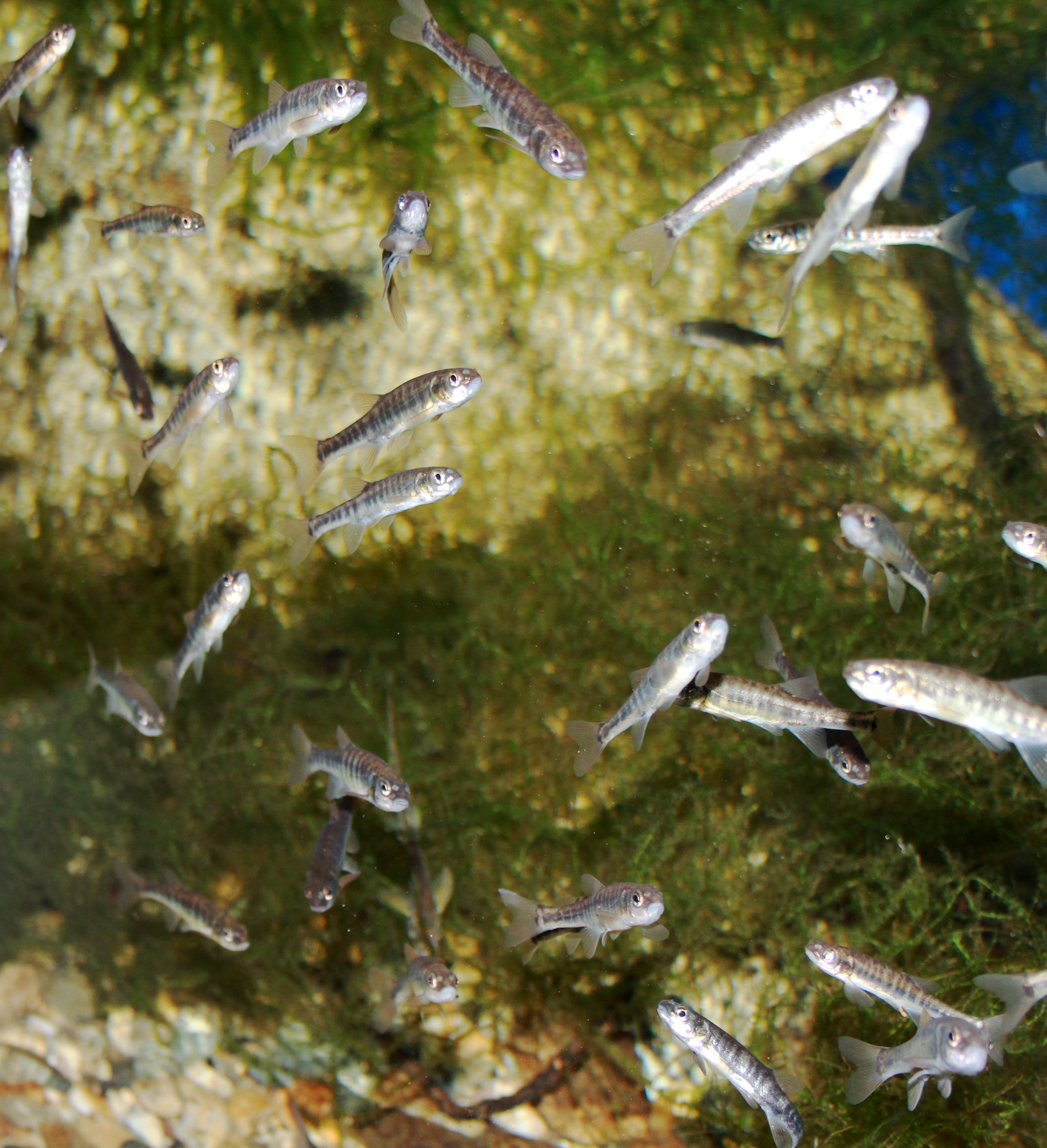
Banc de vairons dans la rivière Moldau à Prague.

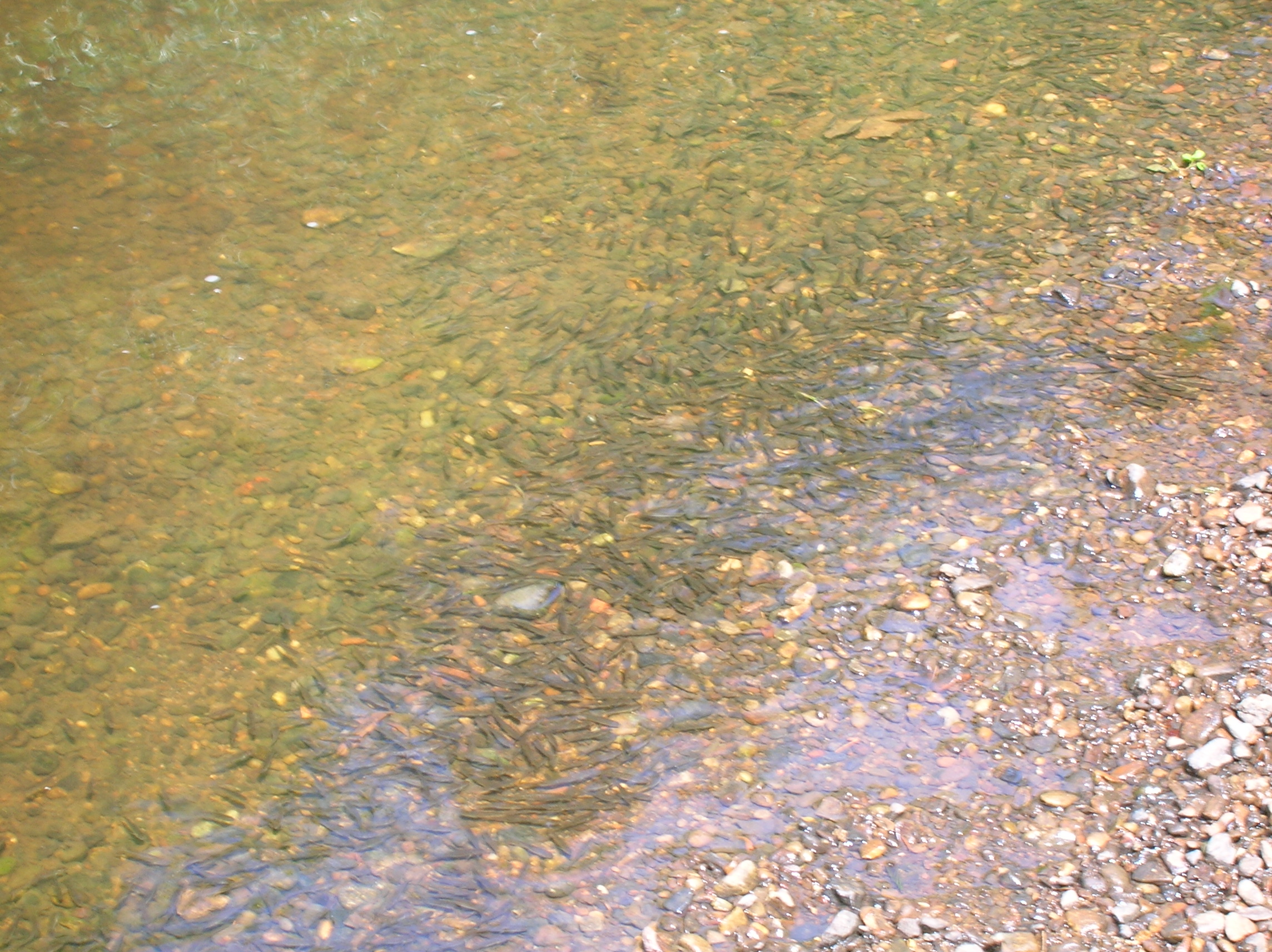
Banc de vairons frétillant sur le rivage à Eglinton Country Park (North Ayrshire en Écosse).

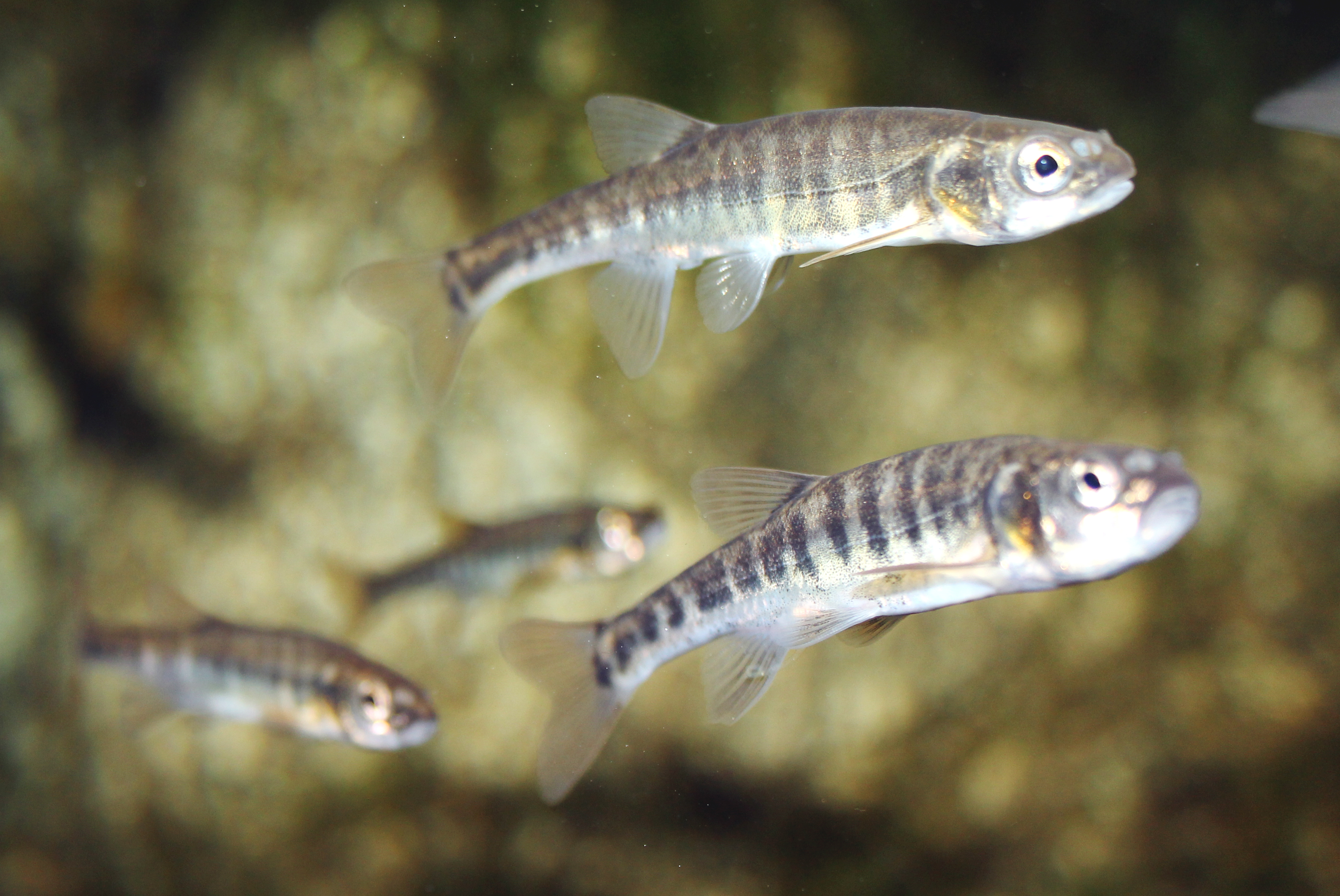
À Prague.

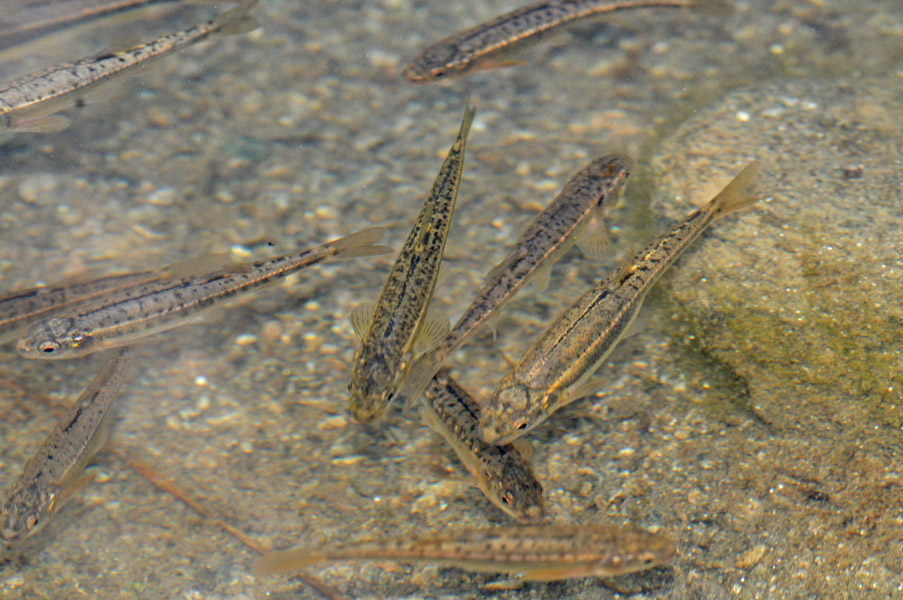
En Italie du Nord.

Sa chair est peu estimée sur le plan alimentaire, mais il est fréquemment utilisé comme appât pour la pêche au vif de la truite, du brochet et du sandre. Il est également utilisé par les laboratoires de biologie, notamment pour les recherches sur les organes sensoriels.

## Habitat et répartition
Très commun dans les ruisseaux d'eaux claires d'Eurasie (jusque dans des eaux très froides), il peut notamment être présent en quantité importante dans les mares constituées par les barrages de castors où il peut ensuite régresser (par la prédation) quand les salmonidés (truites ou saumons) s'y installent et grandissent en s'en nourrissant parmi d'autres proies,.
Il a aussi été introduit par l'homme en de nombreux endroits hors de son aire naturelle de répartition où il peut alors poser des problèmes écologiques, comme dans les Pyrénées, où plusieurs lacs d’altitude se sont assombris ou ont carrément viré au vert, en raison de la prolifération d’algues causée par l'introduction du vairon comme appât par les pêcheurs.
Le vairon aime les eaux limpides, fraîches, bien oxygénées, peu profondes et graveleuses des petits ruisseaux comme des grandes rivières, torrents et les lacs d'altitude à fond de graviers jusqu'à l'étage subalpin.
Il affectionne les trous le long des berges et les herbiers aquatiques.
Il est présent dans presque toute l'Eurasie, du nord de l'Espagne à la Sibérie occidentale, y compris en Corse, mais pas en Italie méridionale, ni en Grèce et en Suisse.
Il a été introduit par l'homme hors de son aire naturelle de répartition, où il peut avoir des effets à long terme sur la biodiversité benthique, par exemple dans un lac subalpin de Norvège où la truite brune (Salmo trutta) était autrefois la seule espèce et où le vairon a été introduit (avec un suivi scientifique depuis 1972) ; le gammare Gammarus lacustris (autrefois dominant du benthos (85 %) avec les larves d'éphéméroptères, de trichoptères et de plécoptères alors que les Chironomidae et Oligochaeta ne constituaient pas plus de 6 % de la biomasse de macroinvertébrés benthiques) y a décliné, probablement en raison de la pression de prédation des vairons sur les larves des gammares.

## Noms vernaculaires
Vairon est un adjectif et substantif dérivé de l'adjectif populaire vair (XIe siècle, du latin varius, « bigarré, tacheté », qui a donné les noms demi-savants « variole », « vérole », etc.) ou le vair et dont l'usage est attesté en français depuis le XIIe siècle pour désigner un « poisson tacheté ».
Le mot se rencontre comme adjectif uniquement dans l'expression « yeux vairons » (par exemple, un iris bleu et l'autre marron), qui est un cas remarquable d'hétérochromie.
- « Graevî » en Wallon, « pesquit » en Béarn, « gardèche ou arribouille » dans le sud-ouest de la France, « loñch » en Basse-Bretagne
- Noms vernaculaires étrangers : « Elrits » (néerlandais), « Elritsa » (suédois), « Elritse » (danois), « Elritze » (allemand), « Fregarola » (italien), « Minnow » (anglais), « Muti » (finlandais), « Ørekyte » (norvégien), « Pijor » (croate), « Piscardo » (espagnol), « Střevle potoční » (tchèque), « Strzebla potokowa » (polonais), « Гольян » (russe)…

## Description
Le vairon est un petit poisson allongé et cylindriforme, de 2 à 10 cm de long.
- Tête à museau arrondi, orifice buccal horizontal, supère, de taille réduite ;
- Nageoires arrondies, la caudale nettement échancrée, la dorsale élevée ;
- Dos gris verdâtre, rayures transversales foncées, flancs argentés ;
- Ventre blanc, puis rouge cuivré chez le mâle (en période de frai) ;
- Écailles discrètes, petites et denses (70 à 90 par ligne). Ligne latérale interrompue.

## Biologie
- Longévité : de 3 à 6 ans en Europe de l'Ouest et jusqu'à 15 ans dans les pays froids (Laponie par exemple[1]).
- Maturité sexuelle : elle est atteinte à 2 ou 3 ans en climat tempéré, mais fortement retardée en zone froide[1] (par exemple dans la rivière Utsjoki en Laponie finlandaise où la maturité (« fortement corrélée à la taille » est retardée jusqu'à ce que le poisson ait atteint 5, 6 ou même 7 ans, avec un âge maximum de 13 ans à une longueur de seulement 75 mm[1].
- Régime alimentaire : omnivore. Ce poisson réputé vorace se nourrit aussi bien d'algues (dont algues filamenteuses) et de débris végétaux que d'animalcules : vers, petits mollusques, alevins, larves d'insectes (chironomidés, trichoptères, éphémères...), crustacés cladocères, copépodes, diatomées, etc.
- Reproduction : d'avril à juillet (mai à juillet dans la Windermere et de mi-avril à début août dans la rivière Frome, dans le Dorset où les vairons nés les plus tardivement n'ont pas même le temps de développer leurs écailles avant le printemps suivant[7]), mais dans un délai plus court dans les eaux très froides), remonte en bancs les ruisseaux de faible profondeur. 
La ponte (fractionnée) est réalisée en eau peu profonde et graveleuse, les œufs adhérant aux graviers. Peu de vairons survivent jusqu'à la maturité sexuelle, mais une femelle de 6,5 cm pond environ 3 170 œufs dans la saison de reproduction dans une eau tempérée[1] (contre 824 pour un poisson de 65 mm dans les eaux froides de Finlande[1]). 
Incubation : 4 à 7 jours en moyenne (selon la température et l'écologie).
- Mode de vie : grégaire, en bancs compacts

## Éthologie
La structure tridimentionnelle (généralement ellipsoïdale) des bancs de vairon a fait l'objet d'études (par des moyens photographiques en 1973) afin d'examiner sa valeur en termes de tactiques anti-prédateurs dans des courants plus ou moins rapides.
Comme la plupart des poissons de zones tempérées, le comportement du vairon change selon la saison :
- Les vairons sont actifs et pélagiques d'avril à octobre puis ils migrent vers les eaux profondes où ils sont plutôt passifs, vivant alors caché sous les pierres de novembre à la fin de l'hiver (mars)[9] ;
- Le vairon migre chaque année pour assurer sa reproduction de la « zone à barbeaux » vers des eaux à substrat gravillonnaire de première catégorie, au peuplement piscicole principalement constitué de salmonidés, où il devient une proie de choix pour la truite ainsi que pour le brochet dans les eaux classées en deuxième catégorie.

## Espèce modèle
Assez facile à élever en aquarium ou écotrons, c'est parfois une espèce modèle utilisée par les scientifiques, par exemple
- par les écotoxicologues pour tester les effets toxicologiques, écotoxicologiques ou génotoxiques[10] de certains produits toxiques tels que le zinc[11] ou le cadmium (dont en présence de plus ou moins de calcium[12]), le cadmium pouvant déformer son squelette à la suite de fractures spontanées de vertèbres, plus fréquentes au niveau de la queue... dès l'exposition à 7,5 μg de cadmium/Litre d'eau du milieu de vie (dose 5200 fois moins importante que la LC50 pour 96 h, et qui est proche des taux de cadmium rencontré dans les cours d'eau  pollués des régions baltes où a eu lieu cette étude)[13] ;  ou tributylétain sur l'adulte[14], l'embryon[15] ou l'alevin et le jeune poisson[16] par exemple) ;
- pour tester les effets des PCB sur sa capacité natatoire ; lors d'un suivi durant 300 jours après une exposition de 40 jours au Clophen A50 a eu un effet promoteur de croissance, des effets négatifs sur la reproduction, mais n'a pas affecté ses performances natatoires (aux doses où des effets sur la reproduction étaient constatés)[17]. L'accumulation de ce PCB dans la chair a été lente[17] ;
- pour tester sa capacité à détecter les « odeurs » de ses prédateurs[18] ; on a ainsi montré qu'un vairon naïf, c'est-à-dire n'ayant jamais rencontré de prédateur ne présente pas une réaction de peur quand il rencontre pour la première fois l'« odeur » d'un prédateur naturel (le brochet Esox lucius par exemple) ou l'odeur d'un poisson non-piscivore exotique (tilapia Tilapia mariae par ex.), mais qu'il apprend de son expérience et mémorise les odeurs (y compris synthétiques) associés aux situations de danger. Cette capacité est très utile dans les eaux turbides ou là où un prédateur peut facilement se cacher ;
- pour étudier la réaction alimentaire (appétit) et la croissance du vairon à la suite d'une période de diète, ce qui a permis de montrer que cette espèce a une bonne capacité de récupération après 16 jours de diète (récupération totale du poids et de la taille par rapport aux sujets-témoins, grâce à une augmentation de l'appétit et de l'efficacité de la digestion, les auteurs en concluant que le vairon peut adapter son appétit et sa croissance selon l'abondance de la nourriture dans son environnement et en fonction de son histoire de vie[19]) ;
- pour étudier la neurologie cérébrale des poissons téléostéens[20] ;
- pour étudier les effets de certains médicaments (neuroactifs) sur les mélanophores (cellules contenant les pigments responsables de la coloration de la peau) de ce poisson[21],[22] ;
- pour étudier le processus inflammatoire généré par une infection par un nématode[23] ;
- pour des études bioénergétiques de son métabolisme (métabolisme de l'azote notamment[24]), selon la taille du vairon et en fonction de différentes conditions (alimentation, température...)[25],[26],[27].

## Maladies et parasitoses
Ballabeni et Ward ont montré en 1993 que cette espèce entretient des interactions durables avec un parasite (trématode ; Diplostomum phoxini) qui semble ne pas les affecter, mais uniquement pour les souches qui se développement dans le même environnement qu'eux, ce qui laisse supposer une co-évolution génétique entre le parasite et son hôte.